# Pla del Bon Repòs (Alacant)
El Pla del Bon Repòs, popularment El Pla, és un barri de la ciutat d'Alacant a l'Alacantí (País Valencià).
Limita al nord amb el barri del Garbinet, a l'est amb Bonavista, al sud amb el Raval Roig-Mare de Déu del Socors i amb la serra del Benacantil, i a l'oest amb les Carolines Altes i les Carolines Baixes.
Segons el cens municipal de 2006, té 13.855 habitants.

## Història
A principis del segle xx naixen els primers projectes de planificació del Pla del Bon Repòs. L'arquitecte Guardiola Picó va plantejar un traçat lineal, amb amples carrers i alberedes, que va prosperar, mentre que va ser Vicente Santafé qui el 1912 va traçar el pla d'alineacions d'aquesta zona propera al Benacantil.
L'edificació de l'antic Hospital Provincial el 1924 en va afavorir el creixement a l'empara d'una normativa menys restrictiva que la de l'eixample. Després de la Guerra Civil espanyola van sorgir els habitatges de l'Obra Social de la Llar (1940), les instal·lacions esportives de Montemar (1946), i el grup de la Sagrada Família, promogut el 1947 per la Constructora Benèfica de l'antiga CAM.